# Ligue marocaine de protection de l'enfance et d'éducation sanitaire
 (octobre 2021).
La Ligue marocaine de protection de l'enfance et d'éducation sanitaire est une association marocaine créée 1954 et reconnue d'utilité publique  le 10 juillet 1959.